# Crystal Clarke
Crystal Clarke (nacida en 1993 o 1994) es una actriz estadounidense. Es conocida por sus papeles de Tina Argyll en la miniserie Ordeal by Innocence (2018) de la BBC y Amazon Prime y de Georgiana Lambe en la adaptación de ITV y PBS de la novela Sanditon de Jane Austen (2019–).

## Primeros años
Clarke nació y creció en el condado de Essex, Nueva Jersey, de padres caribeños; su madre es de Trinidad y su padre era de Guyana. Tiene un hermano mayor. Clarke asistió a Newark Arts High School y se graduó en 2011. También pasó parte de su infancia en Tennessee. Clarke tomó la decisión de dejar los Estados Unidos para dedicarse a la actuación porque sentía que su raza y clase la ponían en desventaja. Clarke se mudó a Glasgow para asistir al Royal Conservatoire y se graduó en 2014.

## Carrera
Clarke hizo su debut en el teatro de West End como Hester Worsley en el revival de Dominic Dromgoole de Una mujer sin importancia. Tuvo papeles en las entregas de El despertar de la Fuerza y Los últimos Jedi de Star Wars. Ella, Lupita Nyong'o y Maisie Richardson-Sellers fueron las primeras tres actrices negras en aparecer en una película de Star Wars. También apareció en el episodio de Black Mirror de 2019 "Ssmithereens" y en la película de Channel 5 Agatha and the Curse of Ishtar.
Clarke interpretó a Tina Argyll en la adaptación de la miniserie de 2018 de Ordeal by Innocence de Agatha Christie. En 2019, comenzó a interpretar a Miss Georgiana Lambe en la adaptación de ITV y Masterpiece de la novela Sanditon de Jane Austen. Lambe es el único personaje negro escrito por Austen. En 2022 interpretó a Magali en The King's Daughter. El mismo año, apareció en Empire of Light de Sam Mendes.

## Filmografía

### Cine
| Año  | Título                                              | Papel               |
| ---- | --------------------------------------------------- | ------------------- |
| 2015 | La dama de oro                                      | Cajera              |
| 2015 | Star Wars: Episodio VII - El despertar de la Fuerza | Pammich Nerro Goode |
| 2016 | Assassin's Creed                                    | Samia               |
| 2017 | Star Wars: Episodio VIII - Los últimos Jedi         | Pammich Nerro Goode |
| 2021 | La vida electrizante de Louis Wain                  | Alicia Simmonds     |
| 2022 | The King's Daughter                                 | Magali              |
| 2022 | Empire of Light                                     | Ruby                |

### Televisión
| Año           | Título                         | Papel                | Notas                   |
| ------------- | ------------------------------ | -------------------- | ----------------------- |
| 2018          | Ordeal by Innocence            | Tina Argyll          | Miniserie               |
| 2019          | Black Mirror                   | Tipi                 | Episodio: "Smithereens" |
| 2019          | Agatha and the Curse of Ishtar | Pearl Theroux        | Película de televisión  |
| 2019–presente | Sanditon                       | Miss Georgiana Lambe | Protagonista            |
| 2020          | Roadkill                       | Nadia Baker          | 2 episodios             |

### Videojuegos
| Año  | Título                | Papel  | Notas             |
| ---- | --------------------- | ------ | ----------------- |
| 2016 | Star Ocean: Anamnesis | Sophia | Versión en inglés |

### Teatro
| Año  | Título                    | Papel          | Notas                      |
| ---- | ------------------------- | -------------- | -------------------------- |
| 2014 | The Gamblers              | Krugel         | Tour                       |
| 2017 | Una mujer sin importancia | Hester Worsley | Vaudeville Theatre, London |